# Neige roulée
La neige roulée est un type de précipitations sous forme de particules de glace blanches et opaques, de surface généralement arrondie ou conique, et dont la dimension peut aller jusqu'à 5 mm. La neige roulée peut apparaître lorsque la température oscille autour de 0 °C dans une couche s'étendant jusqu'au sol lors d'une chute de neige et peut être mêlée de flocons de neige.
Le code METAR d'observation est GS.

## Formation

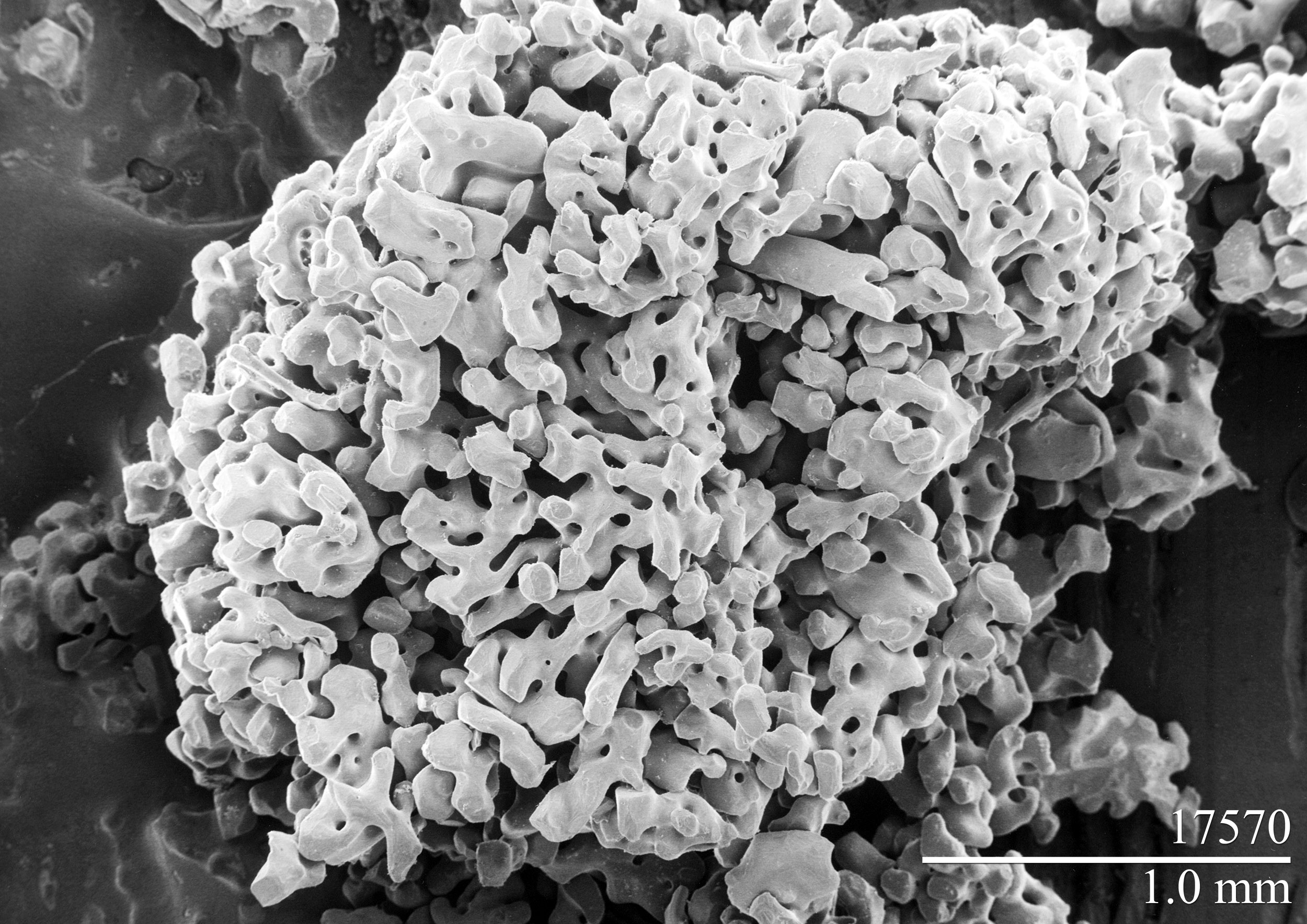
Grain de neige roulée au microscope.

Les particules de neige roulée présentent les caractéristiques de la neige car ce sont en fait des flocons qui se sont écroulés sur eux-mêmes, mais sans fondre, à cause de la température proche du point de fonte,. De plus, ils capturent dans cet environnement des gouttelettes de bruine en surfusion dans le nuage pour former un enrobage de givre ce qui donne du graupel (de l'allemand pour « grêle molle »). Ils se présentent donc comme des grains cassants et friables, qui souvent rebondissent ou se brisent sur le sol (ils ne s'observent pratiquement jamais en mer).
Le grain de neige roulée présente une surface givrée difficile à voir au microscope classique. Cependant, au microscope électronique à basse température, il est possible de voir les excroissances que forment les gouttelettes sur les différents types de cristaux de glace : dendrites, aiguilles, plaques et colonnes. Celles-ci ont jusqu'à 50 µm de diamètre.

## Effets en montagne
La neige roulée n'est généralement qu'une phase transitoire entre deux types de précipitations et ne donne que très peu d'accumulations. Cependant, elle est plus commune en montagnes car celles-ci sont souvent dans les nuages qui causent la neige roulée. Comme elle est plus dense et granulée que la neige sèche, elle forme un amas ressemblant à de petites billes de polystyrène très peu visqueuses. Une telle couche de neige roulée, seule ou prise en sandwich entre deux couches de neige sèche, agit comme un roulement à billes et rend instable le manteau neigeux dans les pentes, ce qui peut conduire à des avalanches. La neige roulée se compacte et se fusionne au manteau en un jour ou deux après sa chute, selon la température ambiante et ses caractéristiques propres.